# معاهدة بوخارست (1918)

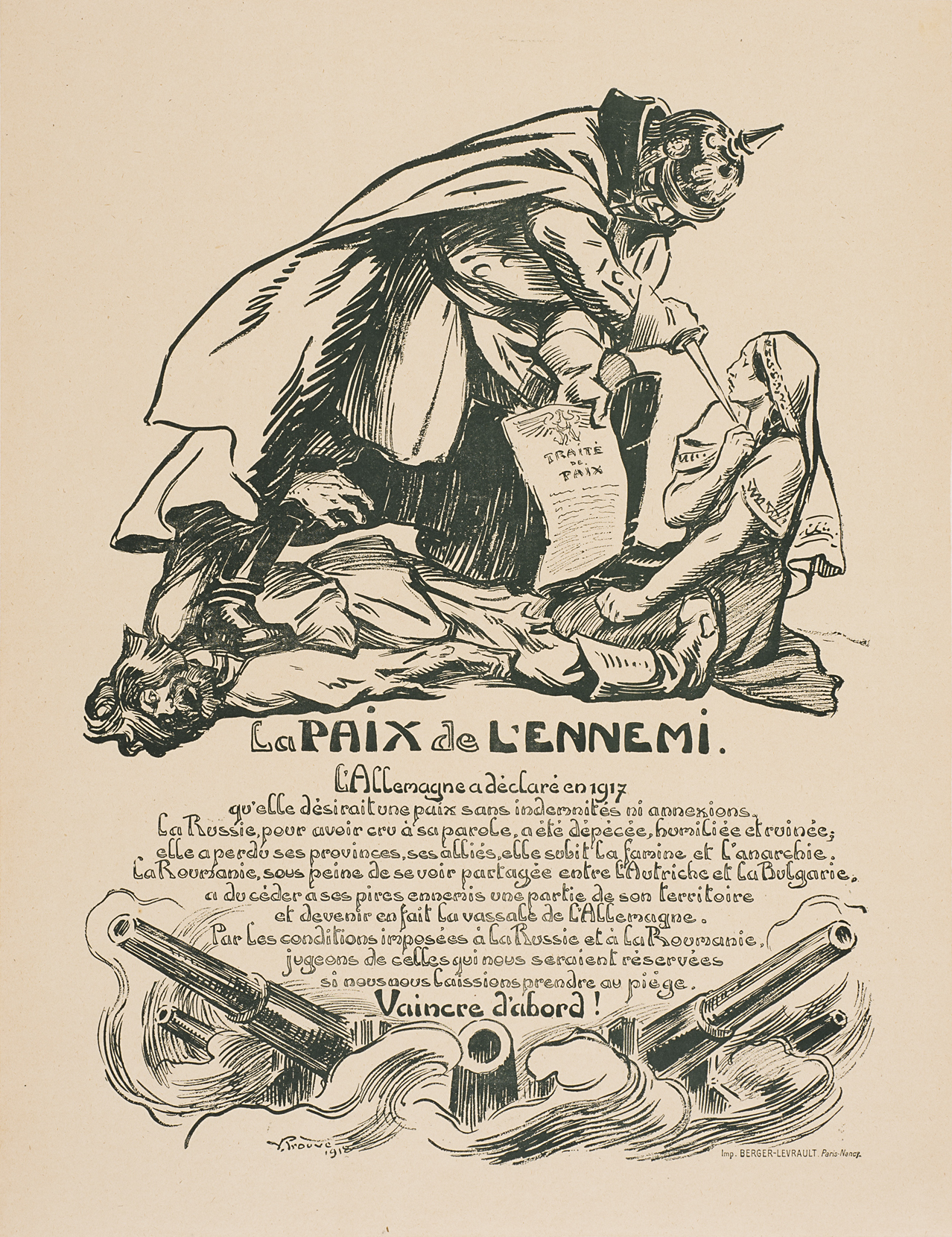
رسم كاريكاتيري فرنسي يظهر القيصر الألماني فيلهلم الثاني واضعا الخنجر على إمرآة (رومانيا) ويملي عليها شروط الاستسلام

معاهدة بوخارست هي معاهدة سلام وقعتها رومانيا في 7 مايو 1918 خلال الحرب العالمية الأولى مع دول المحور المركزي وهي الإمبراطورية الألمانية والإمبراطورية النمساوية المجرية ومملكة بلغاريا والدولة العثمانية، تضمنت معاهدة السلام تنازل رومانيا لأراضي حدودية لصالح بلغاريا وتأجير حقول النفط الرومانية لصالح ألمانيا لمدة 90 عاما ومنح النمسا المجر حق السيطرة على معابر جبال الكاربات.

## معرض صور

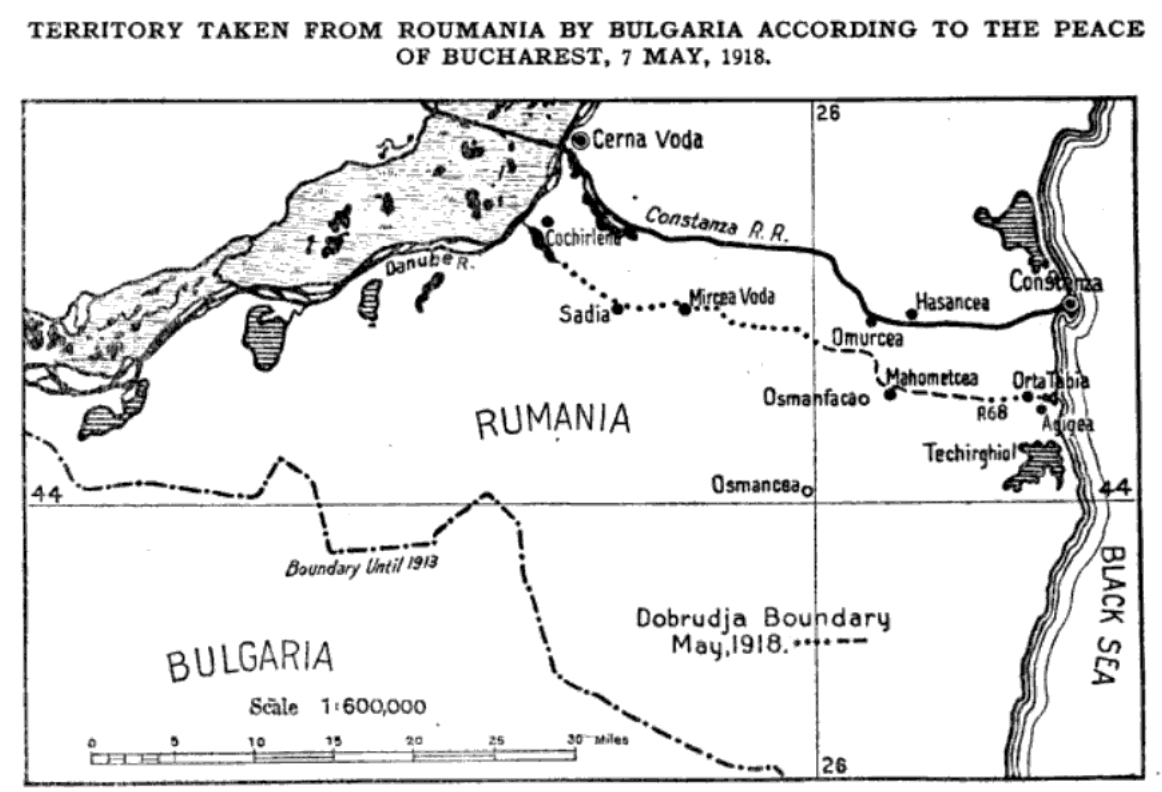
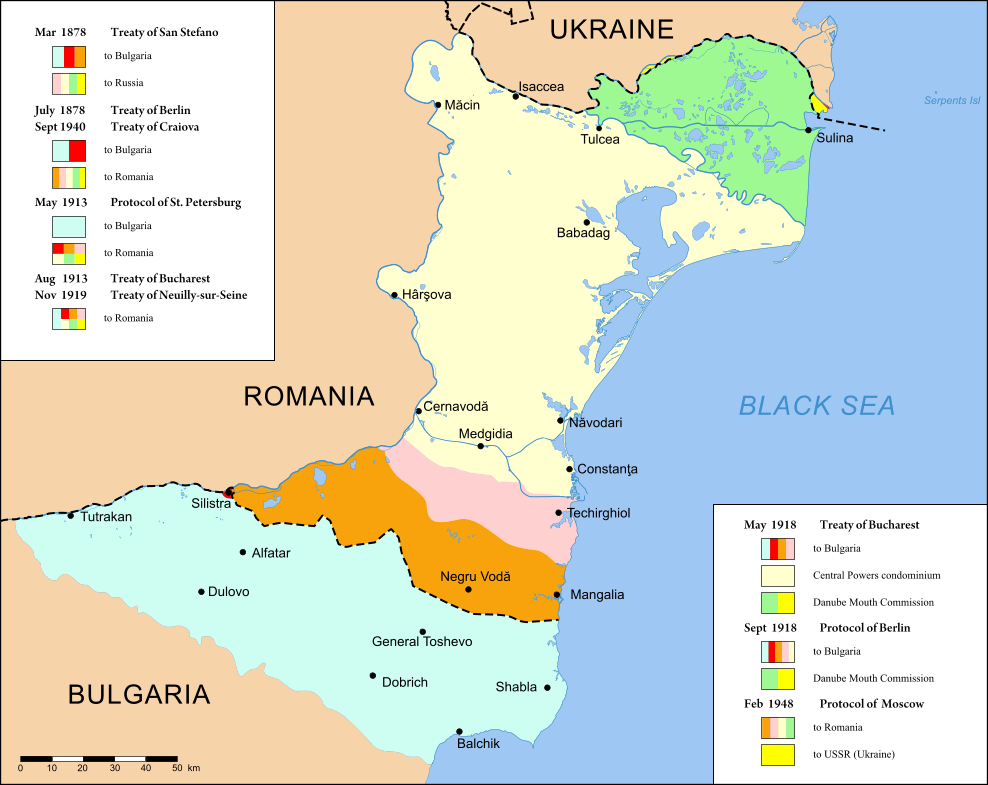
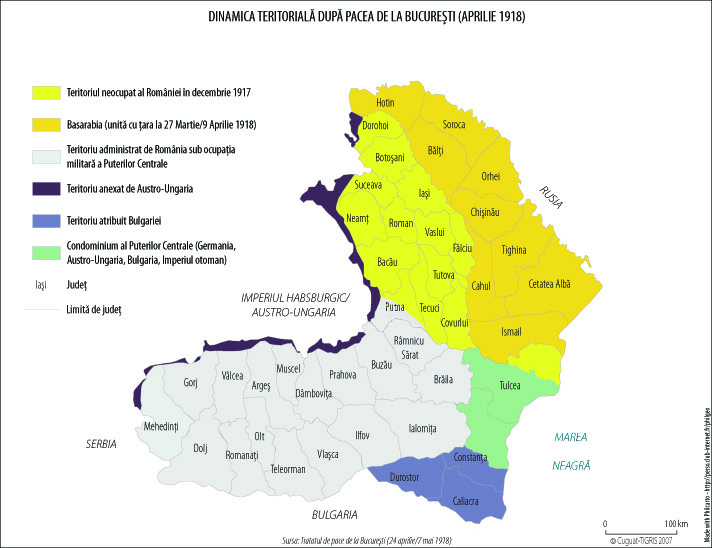